# Джэк (округ)
Округ Джэк (англ. Jack County) расположен в США в штате Техас. Официально образован в 1856 году из части округа Кук и назван в честь братьев Патрика и Уильяма Джек — колонистов и ветеранов Техасской революции. По состоянию на 2000 год численность населения составляла 8763 человека. Окружным центром является город Джэксборо.

## География
По данным бюро переписи населения США площадь округа Джэк составляет 2383 км², из которых 2374 км² — суша, а 9 км² — водная поверхность (0,38 %).

### Соседние округа
- Арчер (северо-запад)
- Клей (север)
- Монтейг (северо-восток)
- Пало-Пинто (юг)
- Паркер (юго-восток)
- Уайз (восток)
- Янг (запад)

## Демография
По данным переписи населения 2000 года в округе проживало 8763 жителей в составе 3047 хозяйств и 2227 семей. Плотность населения была 4 человека на 1 квадратный километр. Насчитывалось 3668 жилых дома при плотности покрытия 2 постройки на 1 квадратный километр. По расовому составу население состояло на 88,68% из белых и 5,55% чёрных или афроамериканцев, 0,67% коренных американцев, 0,27% азиатов, 0,02% коренных гавайцев и других жителей Океании, 3,83% прочих рас и 0,97% представителей двух или более рас. 7,89% населения являлись испаноязычными или латиноамериканцами.
Из 3047 хозяйств 32,7% воспитывали детей в возрасте до 18 лет, 60,3% супружеских пар жили вместе, в 9,2% случаев женщины проживали без мужей, 26,9% жителей не имели семей. На момент переписи 24,5% жителей проживали в одиночестве, 12,8% лиц старше 65 лет, также жили в одиночку. В среднем на каждое хозяйство приходилось 2,52 человека, среднестатистический размер семьи составлял 2,99 человека.
Показатели по возрастным категориям в округе были следующие: 23,4% жители были в возрасте до 18 лет, 10% от 18 до 24 лет, 29,8% от 25 до 44 лет, 21,6% от 45 до 64 лет, и 15,2% старше 65 лет. Средний возраст составлял 37 лет. На каждых 100 женщин приходилось 120,4 мужчин. На каждых 100 женщин в возрасте 18 лет и старше приходилось 126,2 мужчин.

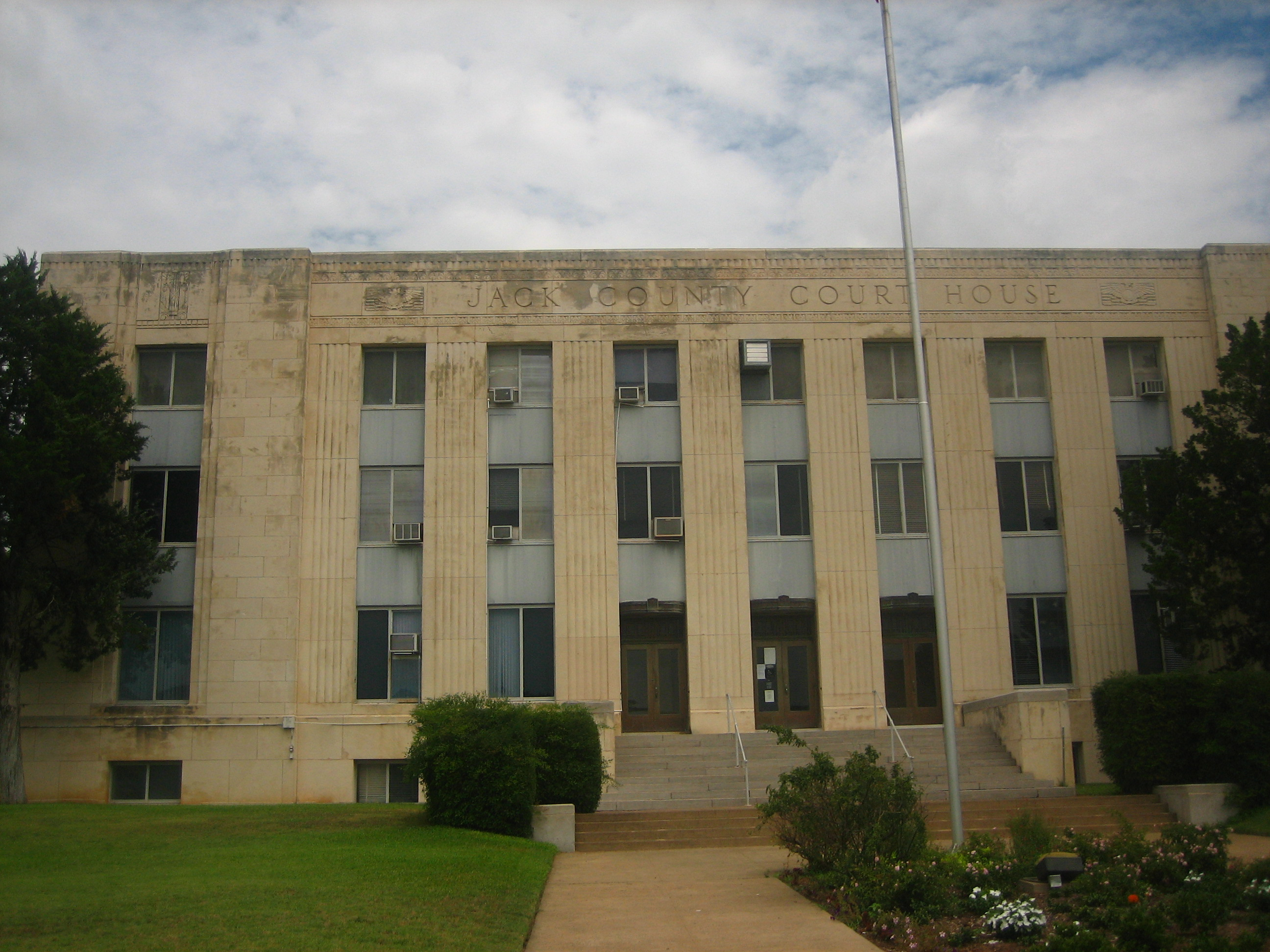
Здание окружного суда в Джэксборо.

Средний доход на хозяйство в округе составлял 32 500 $, на семью — 37 323 $. Среднестатистический заработок мужчины был 28 838 $ против 20 216 $ у женщин. Доход на душу населения был 15 210 $. Около 10,1% семей и 12,9% общего населения находились ниже черты бедности. Среди них было 13,9% тех, кому ещё не исполнилось 18 лет, и 13,7% тех кому было уже больше 65 лет.

## Политическая ориентация
На президентских выборах 2008 года Джон Маккейн получил 83,63% голосов избирателей против 15,55% у демократа Барака Обамы.
В Техасской палате представителей округ Джэк числится в составе 68-го района. Интересы округа представляет республиканец Дрю Спрингер из Манстера.

## Населённые пункты

### Города
- Брайсон
- Джэксборо

### Немуниципальные территории
- Джоплин
- Джермин
- Перрин

## Образование
Образовательную систему округа составляют следующие учреждения:
- школьный округ Джэксборо[5].
- школьный округ Брайсон[6].
- сводный школьный округ Перрин-Уитт[7].

## Галерея
|                    |                                                                                               |                                        |
| Аптека в Джэксборо | Типичная картина пересечённой местности из пастбищ и покрытых лесами холмов на востоке округа | Знак приветствия на въезде в Джэксборо |